# グリーンズプラネット
株式会社グリーンズプラネットは、東京都目黒区に本社を置き、ファーストフード事業をチェーン展開する株式会社である。1967年設立。2022年11月1日付で株式会社グリーンズプラネットオペレーションズから現在の法人名へ商号変更した。
代表的な店舗ブランドは、たい焼き・たこ焼き・お好み焼きを主力商品とする「一口茶屋」。かつては西友（旧セゾングループ）の傘下で、西友傘下時代の旧社名は株式会社チェポであった。

## 概要
1967年に会社設立。当初は自動販売機事業を行う会社であったが早々に撤退し、以降はファーストフード事業に専念している。1976年に株式会社西友ストア（現：西友 ）の資本参加を受ける。
株式会社チェポは西友傘下から離脱後、1996年に吉野家ホールディングス傘下の100%子会社となる。
たい焼き・たこ焼きを主力とする株式会社チェポが株式会社コモコフードに社名変更し、1999年にお好み焼きを主力とする株式会社ピーターパンを合併して、株式会社ピーターパンコモコへ商号変更した。
ほっかほっか亭、フレッシュネスバーガー創業者の栗原幹雄は、2012年8月に株式会社フレッシュネスの代表取締役を退任。翌2013年3月にフライドグリーントマト株式会社を設立し、同年4月に株式会社ピーターパンコモコの代表取締役社長に就任。2017年8月にはグリーンズプラネットオペレーションズ代表取締役に就任した。
2018年2月期にマネジメント・バイアウト（MBO）の形で吉野家系列から離脱。2019年時点で、吉野家HDの有価証券報告書にはグループ会社としては記載されていない。
ショッピングセンターや総合スーパーなど、大規模商業施設のフードコートにテナント出店する業態が多い。2018年からはフードコートトータルプロデュース事業を開始し、自社ブランドのフードコート「グリーンズコート (GREEN'S COURT) 」を、イトーヨーカドー内のポッポが閉店した跡地に出店している。

### フレッシュお好み
当時ハンバーガーショップであった株式会社ピーターパンが「和のハンバーガー」をコンセプトに開発した、クレープのように片手で持って食べられるハンディタイプのお好み焼き「フレッシュお好み」を1978年に発売。会社合併後も同社を代表するロングセラー商品となった。
商品名の「フレッシュ」は、店舗で毎日手切りする新鮮なキャベツに由来する。キャベツやベーコンエッグなどの具を乗せた薄手のお好み焼きに、通常のお好みソースではなく洋風のソースをかけ、鉄板で焼き上げて2つ折りにしたものを、アルミホイルを貼った紙製の袋に入れて提供する。

## 沿革

### 合併以前
- 1967年4月25日 - 株式会社オートマシンサービスとして会社設立[4] 。自動販売機事業を開始[4]。
- 1968年10月 - 外食産業に参入、ファーストフード事業を開始[4]。
- 1970年 4月 - 株式会社吉川に社名変更[4]。
- 1971年5月 - 自動販売機事業から撤退、ファーストフード事業に一本化[4]。
- 1976年1月 - 株式会社西友ストア（現：西友 ）の資本参加を受け、株式会社チェポへ商号変更[4]。
- 1978年 - 株式会社ピーターパンが片手で持って食べられるハンディタイプのお好み焼き「フレッシュお好み」を発売[7]。ロングセラー商品となる[7]。
- 1985年4月 - 東京都品川区に「一口茶屋」1号店を開店（現存せず）[4]。
- 1992年7月 - 東京都中野区に「一口茶屋」FC1号店を開店[4]。
- 1995年8月 - 本社を東京都杉並区から新宿区へ移転[4]。
- 1996年
  - 3月 - 株式会社チェポが西友傘下を離脱後、同月付で株式会社コモコフードへ商号変更[4]。
  - 10月 - 株式会社コモコフードに吉野家が100%出資し傘下に入る[4]。
- 1997年5月 - 滋賀県大津市の西武百貨店大津店内に「味咲き」1号店を開店[4]。

### ピーターパンコモコ
- 1999年
  - 3月 - 株式会社コモコフードが株式会社ピーターパンを吸収合併、株式会社ピーターパンコモコへ商号変更[4][7]。
  - 3月 - 埼玉県川口市の川口グリーンシティ（現：イオンモール川口）に「やきやきや」1号店を開店[4]
- 2010年 7月 - 本社を東京都新宿区から東京都北区赤羽南1-20-1へ移転[4]。
- 2012年12月27日 - 海ほたるPAのリニューアルオープンに伴い、ファーストフード店「シーフェアリー (Sea Fairy)」を新規出店。

### グリーンズプラネット
- 2014年3月1日 - 株式会社グリーンズプラネットへ商号変更[4][10]。
- 2016年 1月 - 本社を東京都中央区日本橋箱崎町36番2号（Daiwaリバーゲート18階[4]）へ移転[2]。
- 2017年
  - 8月9日 - 株式会社グリーンズプラネットオペレーションズへ商号変更[4]。
  - 12月14日 - 本社を東京都港区高輪3丁目25番29号へ移転[4][2]。
- 2018年 - フードコートトータルプロデュース事業を開始、自社ブランドのフードコート「グリーンズコート」1号店を北海道に出店。
- 2019年 - 「グリーンズコート」2号店～4号店を北海道と東京多摩地域に出店。
- 2020年7月22日 - 東名高速道路海老名SA（下り）が「EXPASA海老名」としてリニューアルしたことに伴い、既存出店していたファーストフード店「海老名茶屋」をリニューアルオープン[11]。
- 2021年
  - 5月9日 - 「グリーンズコート」4号店のイトーヨーカドー多摩センター店が閉店[12][13]。同日「グリーンズコート」2号店を出店していたイトーヨーカドー旭川店が閉店[14][15]。
  - 5月31日 - 東京都内最後の路面店であった一口茶屋調布北口店[16]が閉店。都内店舗はSC内テナントのみとなる[17]。跡地には同社が運営する別業態の店舗（テイクアウト専門店）が居抜き出店。
- 2022年11月1日 - 同日付で、株式会社グリーンズプラネット（法人番号：3011501016134、本社：東京都中央区日本橋箱崎町36番2号）[18]を吸収合併した上で[2]、株式会社グリーンズプラネットへ再度商号変更[2]。
- 2023年3月22日 - 本社を東京都目黒区青葉台4丁目4番12号へ移転[2]。

## 店舗

### 一口茶屋
たい焼き・たこ焼き・お好み焼きを主力商品とする、和風ファーストフード店舗。店員がその場で調理して提供する。焼き上げる様子が客からも見えるようになっている。ドリンクメニューなども用意されている。
全国展開しており、首都圏および東日本・北日本を中心に、北海道、岩手県、宮城県、福島県、茨城県、栃木県、群馬県、埼玉県、千葉県、東京都、神奈川県、山梨県、長野県、静岡県、岐阜県、愛知県、滋賀県、岡山県に店舗が存在する（2018年現在）。
かつては西友傘下だったこともあり西友の店舗に出店することが多く、西友の1階店舗入口に「一口茶屋」の看板がよく見られた。西友との資本関係がなくなり、西友がウォルマートの傘下入りしてからは出店数は減少したものの、現在も西友および大型店舗のLIVIN、ザ・モールへの出店は継続されている。西友傘下時代に私鉄沿線の駅前などで見られた路面店は数を減らしたものの、現在も東京都内を中心に、神奈川県にも一部残っている。
西友傘下時代の看板は、水色地に「一口茶屋」の毛筆体風ロゴが白抜きで書かれたものが主であったが、現在は出店先の店舗に合わせて様々なデザインが存在する。新業態として、高級路線の「ひとくち茶屋」「一口茶屋鯛焼総家」も展開されるようになった。
現在はイオングループ（イオン・イオンモール）の店舗を中心に、スーパーマーケットではアピタ、いなげや、スーパーアルプス、相鉄ローゼン、ベイシアなど、ホームセンターではケーヨーデイツー、コメリ、カインズ、島忠ホームズ、ロイヤルホームセンター（大和ハウスグループ）など、そのほかミスターマックスなどのディスカウントストア、駅ビルのアトレ、百貨店のまるひろなどにも出店している。
西友傘下時代は首都圏の店舗が中心だったが、近年は北海道のビッグハウス（アークスグループ）、コープさっぽろ（生協）などへの出店が増加しており、北海道内の店舗数が増えている。
味咲き
一口茶屋の百貨店向け高級路線業態で、デパ地下のたい焼き・たこ焼き専門店。西武百貨店に出店している。1997年5月、西武グループと縁の深い土地でもある滋賀県大津市の大津店に1号店を出店。その後、池袋本店・東戸塚店にも出店した。西武百貨店大津店はのちに「味咲き」から「一口茶屋」へ業態変更している。
鯛焼総家
たい焼き専門店。ホイップクリーム入りの冷製たい焼きも取り扱う。西友のショッピングモール「ザ・モール仙台長町」をはじめ、北千住マルイ、本厚木駅前（路面店）に出店。

### ピーターパン
一口茶屋に類似した業態の和風ファーストフード店。1999年3月に株式会社コモコフード（旧：株式会社チェポ）が株式会社ピーターパンを吸収合併し、株式会社ピーターパンコモコに社名変更した際に継承した。
「ピーターパン」「ピーターパンエクスプレス」の店名で、商業施設内にテナント出店している。高級路線業態として、1950年代アメリカ西海岸のダイナーをイメージした「PETERPAN」1号店も尼崎市にオープンした。
えびすだこ
たこ焼き専門店。

### グリーンズコート
2018年よりフードコートのトータルプロデュース事業を開始し、イトーヨーカドーの店舗に出店している。イトーヨーカドーにはセブン&アイ・フードシステムズが自社ブランドのファーストフードショップ「ポッポ」を出店しているが、2010年代以降は「ポッポ」の閉店が相次ぎ、2018年には大量閉店した。これを受けて同年から「ポッポ」撤退後の空きフードコートスペースに居抜き出店する形で「グリーンズコート」事業を開始した。フードコートスペース全体にテナントとして入居し、自社店舗を複数出店させる。取り扱い品目はソフトドリンク、たい焼き、たこ焼き、フライドポテト・フライドチキン、ラーメン、そば・うどん、ご飯ものなど。
店舗によっては出前館やUber Eatsなどのデリバリーサービスにも対応している。営業時間や利用可能な決済方法などは入居する店舗に準じる。
その後、イトーヨーカドーの北海道地区からの撤退に伴い、閉店や休業する店舗が発生している。

#### 現存する店舗
- CiiNA CiiNA 福住店（北海道札幌市豊平区）[22]
  - グリーンズコート1号店。イトーヨーカドー福住店として、2018年5月頃オープン。ポッポ福住店（2018年2月28日閉店[23]）の居抜き出店。

#### 休業中の店舗
- イトーヨーカドー琴似店（北海道札幌市西区）[22]
  - グリーンズコート3号店。イトーヨーカドー琴似店地下1階に2019年9月4日オープン[9][24]。ポッポ琴似店（2019年7月28日閉店[25]）の居抜き出店[9]。イトーヨーカドー琴似店（2025年1月5日閉店）[26]閉店後、CiiNA CiiNA 琴似の一部テナントオープンの際には地下1階でロピアオープンに向け工事がなされているため、「改装休業中」とされている[9]。

#### 閉店した店舗
- イトーヨーカドー旭川店（北海道旭川市）[22]
  - グリーンズコート2号店。2019年6月オープン。ポッポ旭川店（2019年5月6日閉店[9][27]）の居抜き出店[9]。イトーヨーカドー旭川店の閉店（2021年5月9日）[14][15]に伴い同年閉店[28]。
- イトーヨーカドー多摩センター店（東京都多摩市）[22][29]
  - グリーンズコート4号店。2019年9月20日オープン[30]。ポッポ多摩センター店（2019年8月12日閉店[31]）の居抜き出店[30]。
  - 2021年5月9日をもって閉店[12][13]。新型コロナウイルス感染症の影響により、東京都に3度目の緊急事態宣言が発出されたことを受け、2021年5月31日まで休業すると発表していたが[22]、営業再開することなく閉店。出店時期的にコロナ禍の打撃が大きく、ポッポ閉店後のオープンからわずか1年8か月で撤退という短命に終わった。

### その他自社ブランド
- 石焼ビビンパ - そのまま店名にしている。
- レムソンズクレープ (Lemson's CREPE) - クレープ専門店。タピオカドリンクも扱う[32]。かつては「レムソンズ」としてフローズンヨーグルト・ソフトクリーム専門店であった
- ドンブリー - かつ丼や親子丼など丼物[33]
- らーめん亭
- やきやきや - 焼きそば・お好み焼き
  - 1999年3月、埼玉県川口市の川口グリーンシティ（現：イオンモール川口）に1号店を開店[4]。
- Broil - アウトレットモールに出店するフードコート。軽井沢・プリンスショッピングプラザ、りんくうプレミアム・アウトレットに出店。
- POTAMELT - サンドイッチショップ。路面店2店（千駄ヶ谷店、中目黒店）、りんくうプレミアム・アウトレットに出店。
- POTASTA - サンドイッチショップ。東京ドームに出店。
- PotaBento - 牛カルビ焼肉弁当専門店。千駄ヶ谷店（路面店）のみ。
- まちライブラリー×ピッツアフォルノカフェ - 本を読みながらピザが食べられるブックカフェ。大阪府のみで展開し、もりのみやキューズモールBASE（大阪市中央区）と東大阪市文化創造館に出店。
- SA事業 - 海老名SAに「海老名茶屋」、海ほたるPAに「シーフェアリー」を出店する。オリジナルメニューとしてたこ焼きのたこの代わりに、海老名SAではエビを入れた「海老焼き」、海ほたるPAでは木更津産のアサリを入れた「あさり焼き」を提供している。

### 過去の店舗ブランド
- えびす鯛
  - 2007年10月、鹿児島県鹿児島市のイオン鹿児島ショッピングセンター（現：イオンモール鹿児島）に1号店を開店[4]。
- グリルチャーファン[34][35] - チャーハン・中華
  - 埼玉県三郷市のイトーヨーカドー三郷店（ピアラシティ内）に出店していた。
- ポテト＆クリーム - フライドポテト・ソフトクリーム。
- 蕎麦屋 - そのまま店名にしている。
- ピッツァナポレターノカフェ[36]- 500円ワンコインピザ
  - 2013年10月、東京都杉並区に1号店を開店[4]。
- ピッツァナポレターノ[37]
  - USJに隣接するユニバーサル・シティウォーク大阪に出店（1店舗）。

### フランチャイジー店舗
自社ブランドのほか、以下のチェーン店にフランチャイジーとして加盟し、店舗を経営していた。
- ペッパーランチ
- クレージークレープス - クレープ店。フランチャイズショップ。
  - フランチャイズ運営元は、株式会社クラフトフーズ。本社：東京都板橋区板橋1-48-17[38]。
- からから家[39] - から揚げテイクアウト
  - 2013年12月、東京都小平市の西友花小金井店に1号店を開店（閉店）[40]。